# Audignicourt
Audignicourt est une commune française située dans le département de l'Aisne en région Hauts-de-France.

## Géographie

### Communes limitrophes
|                     | Blérancourt  | Saint-Aubin |
| Nampcel             | Audignicourt | Vassens     |
| Moulin-sous-Touvent | Autrêches    |             |

### Hydrographie
La commune est située dans le bassin Seine-Normandie. Elle est drainée par le ru de Vassens, le cours d'eau 01 du Marais de Fronval et un autre petit cours d'eau,.

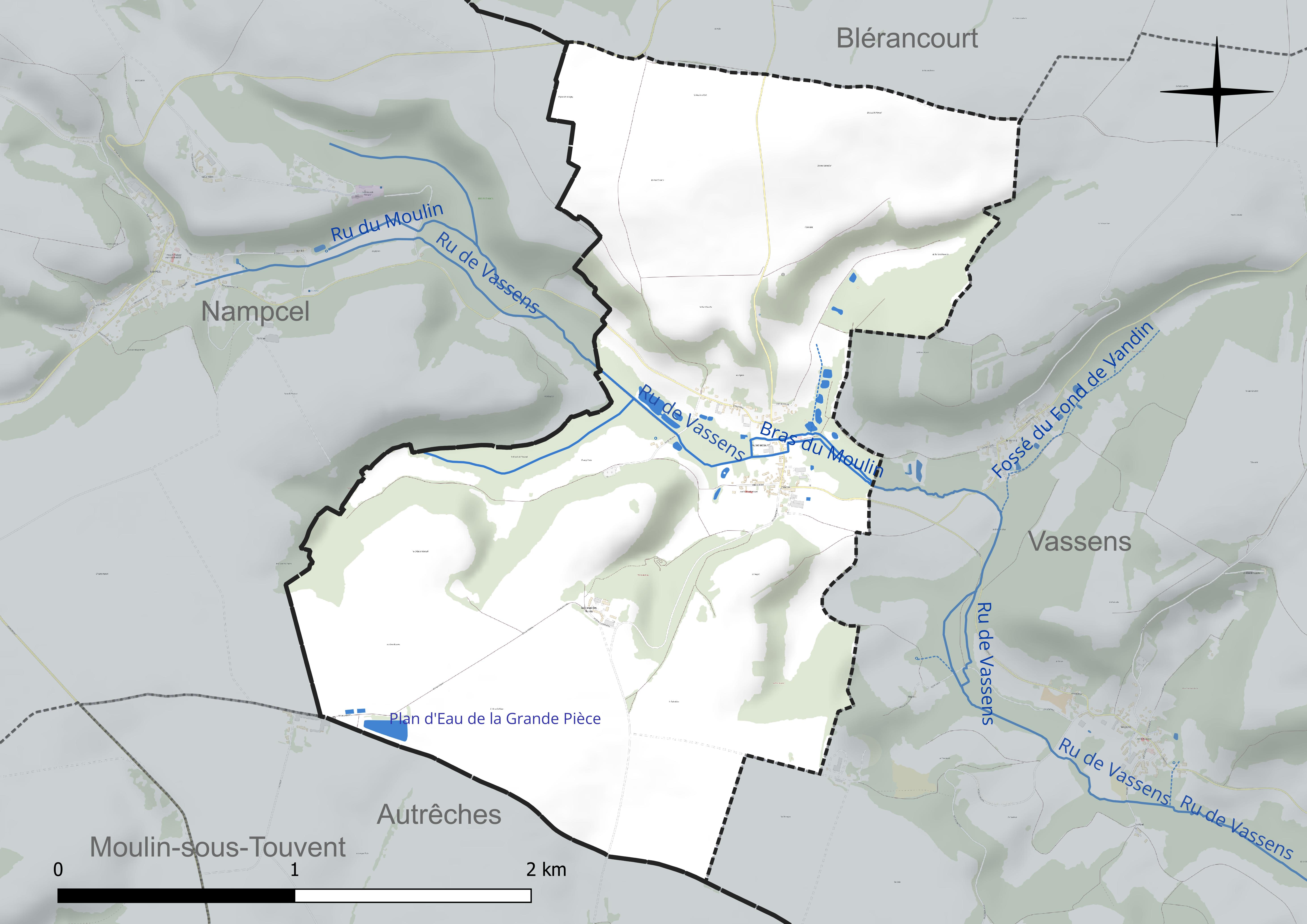
Réseau hydrographique d'Audignicourt.

Un plan d'eau complète le réseau hydrographique : le plan d'eau de la Grande Pièce (1,1 ha),.

### Climat
Pour des articles plus généraux, voir Climat des Hauts-de-France et Climat de l'Aisne.
En 2010, le climat de la commune est de type climat océanique dégradé des plaines du Centre et du Nord, selon une étude du CNRS s'appuyant sur une série de données couvrant la période 1971-2000. En 2020, Météo-France publie une typologie des climats de la France métropolitaine dans laquelle la commune est dans une zone de transition entre le climat océanique et le climat océanique altéré et est dans la région climatique Nord-est du bassin Parisien, caractérisée par un ensoleillement médiocre, une pluviométrie moyenne régulièrement répartie au cours de l'année et un hiver froid (3 °C).
Pour la période 1971-2000, la température annuelle moyenne est de 10,6 °C, avec une amplitude thermique annuelle de 15 °C. Le cumul annuel moyen de précipitations est de 739 mm, avec 12,1 jours de précipitations en janvier et 8,9 jours en juillet. Pour la période 1991-2020, la température moyenne annuelle observée sur la station météorologique la plus proche, située sur la commune de Chauny à 17 km à vol d'oiseau, est de 11,1 °C et le cumul annuel moyen de précipitations est de 709,9 mm,. Pour l'avenir, les paramètres climatiques de la commune estimés pour 2050 selon différents scénarios d'émission de gaz à effet de serre sont consultables sur un site dédié publié par Météo-France en novembre 2022.

## Urbanisme

### Typologie
Audignicourt est une commune rurale,. Elle fait en effet partie des communes peu ou très peu denses, au sens de la grille communale de densité de l'Insee,. 
La commune est en outre hors attraction des villes,.

### Occupation des sols
L'occupation des sols de la commune, telle qu'elle ressort de la base de données européenne d'occupation biophysique des sols Corine Land Cover (CLC), est marquée par l'importance des territoires agricoles (75,6 % en 2018), une proportion sensiblement équivalente à celle de 1990 (75,7 %). La répartition détaillée en 2018 est la suivante : 
terres arables (60,4 %), forêts (24,3 %), zones agricoles hétérogènes (15,2 %), milieux à végétation arbustive et/ou herbacée (0,1 %).
L'évolution de l'occupation des sols de la commune et de ses infrastructures peut être observée sur les différentes représentations cartographiques du territoire : la carte de Cassini (XVIIIe siècle), la carte d'état-major (1820-1866) et les cartes ou photos aériennes de l'IGN pour la période actuelle (1950 à aujourd'hui).

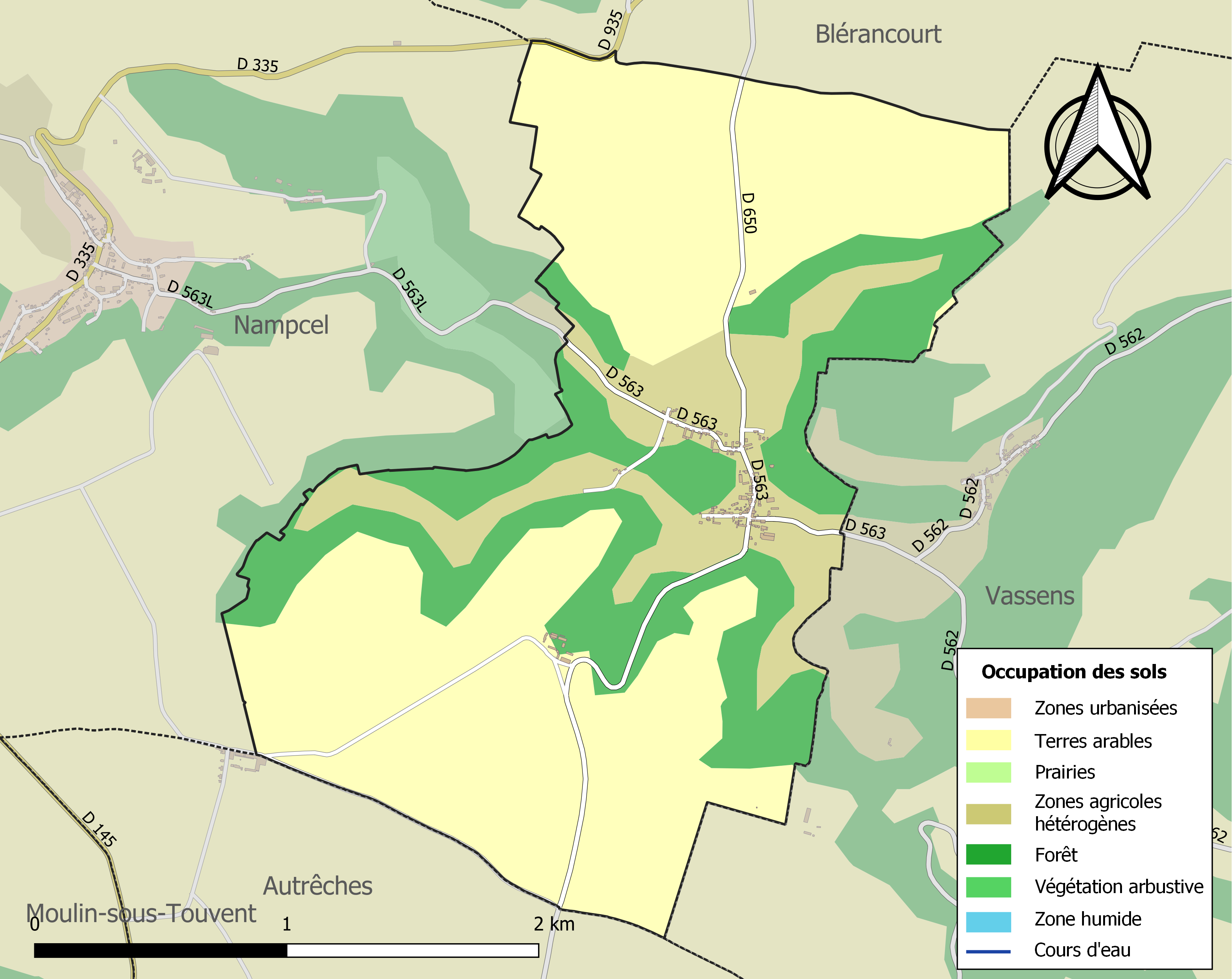
Carte des infrastructures et de l'occupation des sols de la commune en 2018 (CLC).
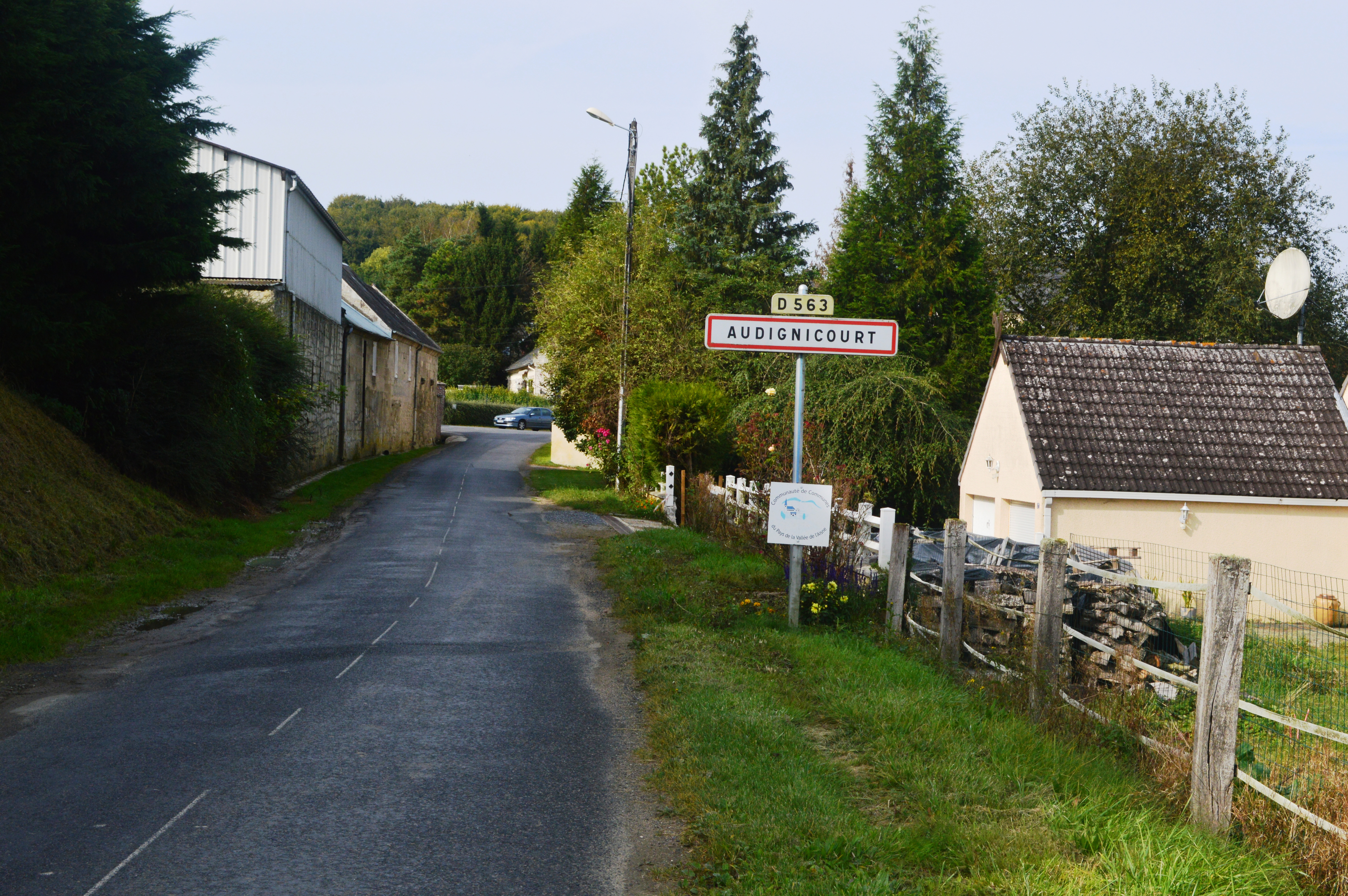
Entrée d'Audignicourt.

## Toponymie
Le nom de la localité est attesté sous les formes In monte de Audignecort (1199) ; Audegnicourt (1220) ; Audenicurtis, Aldinicurtis (XIIIe siècle) ; Oudinicourt (1582) ; Oudignicourt (1710) ; Audignecourt.

## Histoire
Par arrêté préfectoral du 20 décembre 2016, la commune est détachée le 1er janvier 2017 de l'arrondissement de Laon pour intégrer l'arrondissement de Soissons.

## Politique et administration

### Découpage territorial
La commune d'Audignicourt est membre de la communauté de communes Retz-en-Valois, un établissement public de coopération intercommunale (EPCI) à fiscalité propre créé le 1er janvier 2017 dont le siège est à Villers-Cotterêts. Ce dernier est par ailleurs membre d'autres groupements intercommunaux.
Sur le plan administratif, elle est rattachée à l'arrondissement de Soissons, au département de l'Aisne et à la région Hauts-de-France. Sur le plan électoral, elle dépend du  canton de Vic-sur-Aisne pour l'élection des conseillers départementaux, depuis le redécoupage cantonal de 2014 entré en vigueur en 2015, et de la quatrième circonscription de l'Aisne  pour les élections législatives, depuis le dernier découpage électoral de 2010.

### Administration municipale
| Période                                  | Période                       | Identité          | Étiquette | Qualité                                    |
| ---------------------------------------- | ----------------------------- | ----------------- | --------- | ------------------------------------------ |
| Les données manquantes sont à compléter. |                               |                   |           |                                            |
| avant 1877                               | après 1879                    | Delignières       |           |                                            |
| mars 2001                                | mars 2008                     | Jeanne Mouton     | DVD       |                                            |
| mars 2008                                | mai 2020                      | Philippe Moyon    | DVD       | Agriculteur Réélu pour le mandat 2014-2020 |
| mai 2020                                 | En cours (au 11 juillet 2020) | Christophe Théron |           |                                            |

## Démographie
L'évolution du nombre d'habitants est connue à travers les recensements de la population effectués dans la commune depuis 1793. Pour les communes de moins de 10 000 habitants, une enquête de recensement portant sur toute la population est réalisée tous les cinq ans, les populations de référence des années intermédiaires étant quant à elles estimées par interpolation ou extrapolation. Pour la commune, le premier recensement exhaustif entrant dans le cadre du nouveau dispositif a été réalisé en 2007.

En 2022, la commune comptait 110 habitants, en évolution de −2,65 % par rapport à 2016 (Aisne : −1,97 %, France hors Mayotte : +2,11 %).
| 1793 | 1800 | 1806 | 1821 | 1831 | 1836 | 1841 | 1846 | 1851 |
| ---- | ---- | ---- | ---- | ---- | ---- | ---- | ---- | ---- |
| 200  | 245  | 260  | 239  | 270  | 285  | 270  | 308  | 297  |

| 1856 | 1861 | 1866 | 1872 | 1876 | 1881 | 1886 | 1891 | 1896 |
| ---- | ---- | ---- | ---- | ---- | ---- | ---- | ---- | ---- |
| 288  | 283  | 271  | 252  | 243  | 218  | 204  | 168  | 167  |

| 1901 | 1906 | 1911 | 1921 | 1926 | 1931 | 1936 | 1946 | 1954 |
| ---- | ---- | ---- | ---- | ---- | ---- | ---- | ---- | ---- |
| 178  | 178  | 185  | 145  | 139  | 150  | 133  | 127  | 126  |

| 1962 | 1968 | 1975 | 1982 | 1990 | 1999 | 2006 | 2007 | 2012 |
| ---- | ---- | ---- | ---- | ---- | ---- | ---- | ---- | ---- |
| 133  | 135  | 87   | 77   | 94   | 98   | 101  | 101  | 104  |

| 2017 | 2022 | - | - | - | - | - | - | - |
| ---- | ---- | - | - | - | - | - | - | - |
| 118  | 110  | - | - | - | - | - | - | - |

## Culture locale et patrimoine

### Lieux et monuments
- Église Saint-Médard d'Audignicourt
- Monument aux morts

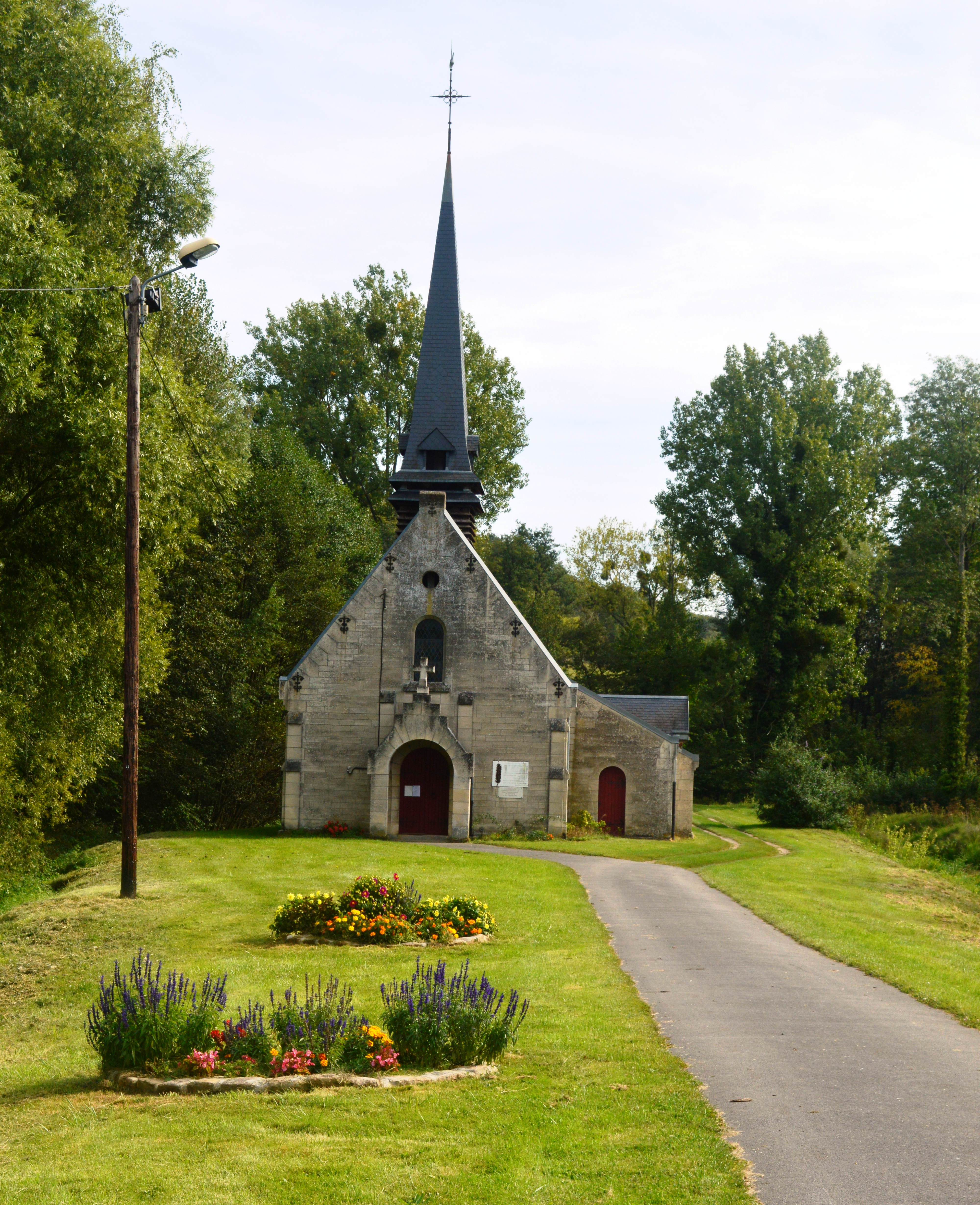
Église Saint-Médard.
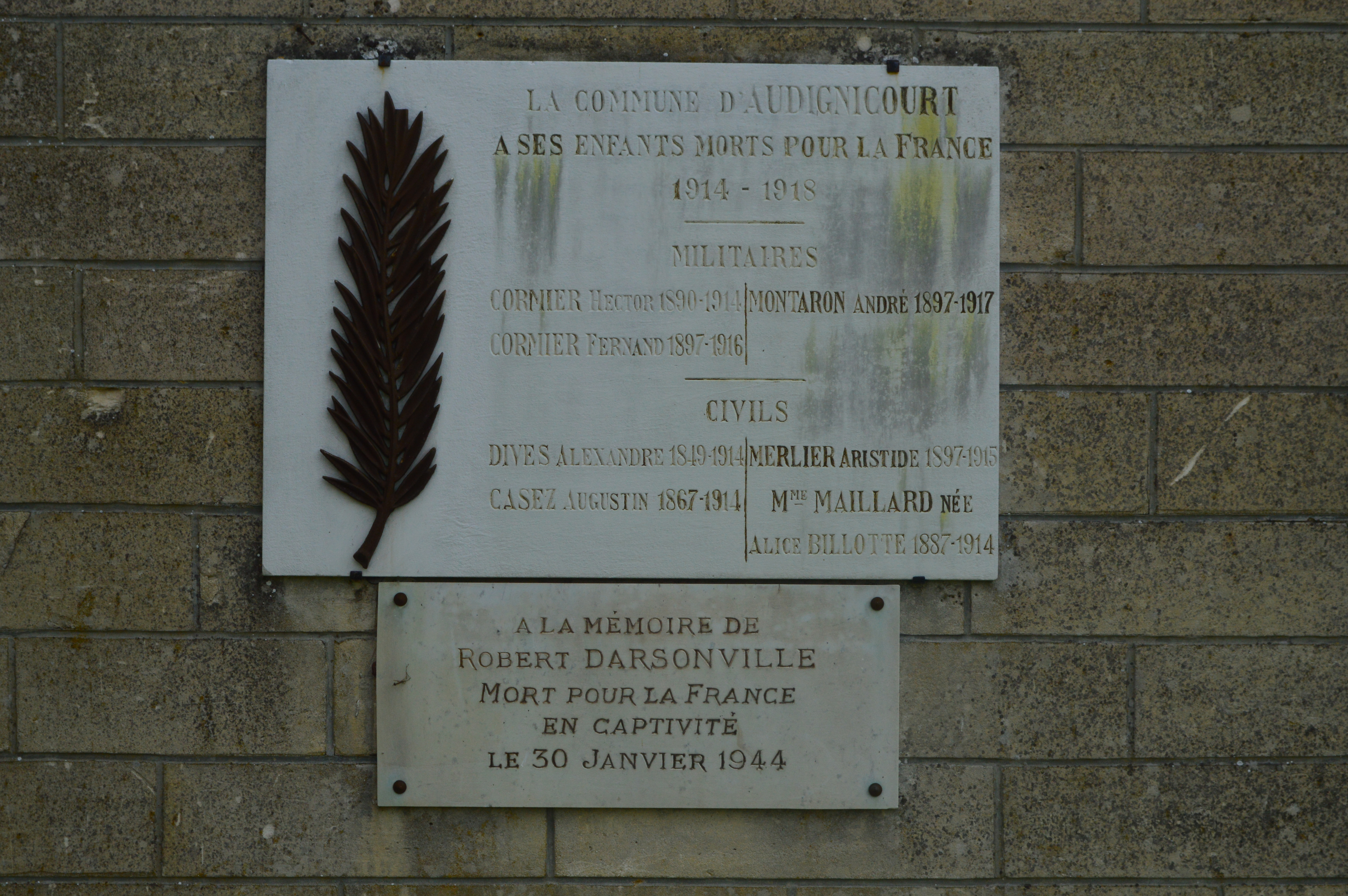
Monument aux morts.

### Héraldique
| Blason de Audignicourt | Blason  | Tiercé en pairle renversé : au 1er de sinople à une gerbe de blé d'or liée de gueules, au 2e d'or à un lévrier rampant, colleté de gueules, au 3e d'azur à une aigle essorante d'argent. Ornements extérieursCroix de guerre 1914-1918                            |
| Blason de Audignicourt | Détails | Le blé et le vert sont pour l'agriculture, le lévrier est repris des armes de la famille Brunet, marquis d'Évry, dont étaient issus d'anciens seigneurs de la commune, enfin, l'aigle est attribut de saint Médard, patron de la paroisse locale. Adopté en 2024. |

## Pour approfondir